# Oenothera sandiana
Oenothera sandiana är en dunörtsväxtart som beskrevs av Justus Carl Hasskarl. Oenothera sandiana ingår i släktet nattljussläktet, och familjen dunörtsväxter. Inga underarter finns listade i Catalogue of Life.